# Карач, Терез
Терез Карач (венг. Karacs Teréz; 18 апреля 1808, Будапешт, Австро-Венгрия — 2 октября 1892, Бекеш, Австро-Венгрия) — венгерская писательница, общественный деятель и деятель в области образования. Одна из лидеров раннего феминистского движения и лидеров движения за реформы в Венгрии. Основательница Грамматической школы Илоны Зриньи в Мишкольце.

## Биография
Родилась в 1808 году в Будапеште. Её мать Ева Такач была активисткой за женские права, а отец Ференц Карач был инженером. Дом семьи часто служил местом встреч интеллигенции. Получила начальное образование в школе Пешта, где училась с 1814 по 1819 год. Потом училась самостоятельно, хотя и должна была ухаживать за братьями и сёстрами, которых у неё было пять. 1824 года уехала на десять месяцев в Вену, которая повлияла на формирование её мировоззрения.
В то время мало кто из венгерских писательниц признавал свой профессиональный статус, но Карач с 1922 года издавала свои поэмы, загадки, романы и другие произведения, став известной фигурой в литературе Венгрии. Она также стала активным корреспондентом в венгерских литературных журналах. С 1838 по 1844 год была владелицей аристократического поместья, содержала его самостоятельно. В это время становится борцом за права женщин, подражая в этом своей матери. Как активный деятель, Карач боролась за равные права для мальчиков и девочек на обучение в школе и выступала за то, чтобы одинокие женщины имели право на получение профессии для своего обеспечения.
В 1846 году Карач основала собственную школу для девушек в Мишкольце, которой руководила до 1859 года. В школе работали четыре учителя, а обучение длилось три года. Там преподавали венгерский и немецкий языки, арифметику, домоводство и шитьё.
Перед революцией 1848 года Карач активно распространяла революционные газеты. В 1853 году издала сборник коротких романтических рассказов. С 1865 по 1877 работала частным учителем в Будапеште. Благодаря своей репутации была приглашена в качестве личного учителя внука Луи-Филиппа I, однако отказалась и возглавила школу грамматики Илоны Зриньи в Мишкольце.
В 1877 году ради уменьшения расходов на проживание Карач переехала в Кишкунхалаш и жила с родственниками. В течение 1880-х годов некоторые журналы публиковали её мемуары, которые были восприняты весьма критически.